# Peter Arvai
Peter Arvai (ungerska: Árvai Péter), född 26 oktober 1979 i Karlskoga, är en svensk-ungersk entreprenör. Han är medgrundare av presentationsprogram Prezi.

## Uppväxtåren
Peter Arvai har rötter i Transsylvanien. Hans föräldrars föräldrar flyttade till Budapest från Rumänien. Föräldrarna flyttade senare till Sverige, för Karlskoga och industriföretaget Bofors, där det var arbetskraftsbrist. Efter uppväxtåren i Karlskoga började han på medieteknikprogrammet vid Kungliga Tekniska högskolan i Stockholm. Han studerade också på Journalisthögskolan och Stockholms universitet.

## Karriär

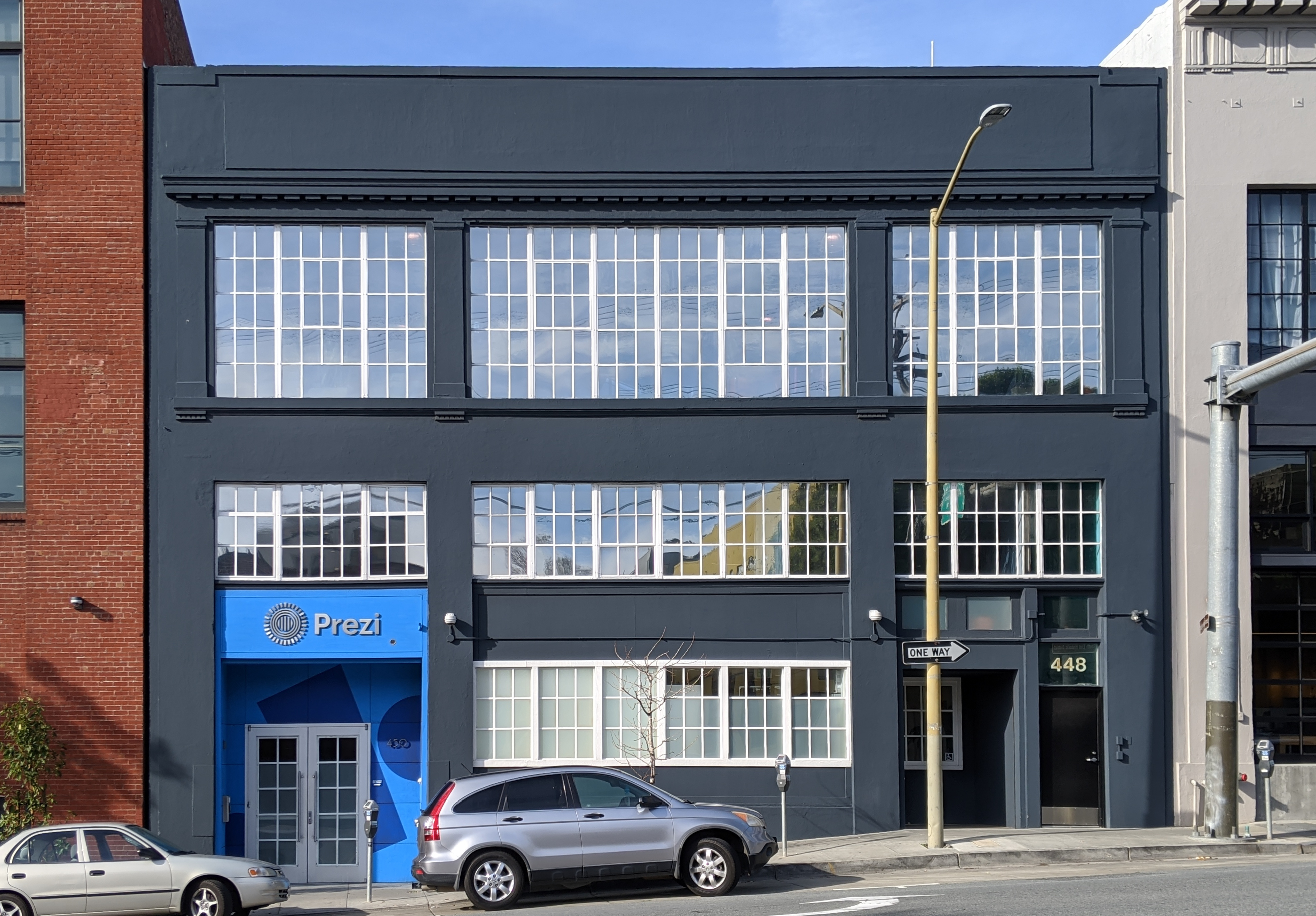
Prezi i San Francisco

Efter studieåren skapade han OmVård.se, en jämförelseplattform för sjukvårdstjänster. År 2008 flyttade han från Sverige till Ungern, vilket gjorde honom olik sin samtid eftersom många då flyttade från Öst- till Västeuropa. I Budapest, år 2009 grundade han Prezi tillsammans med Peter Halacsy och Adam Somlai-Fischer. Företaget har kontor i Budapest, San Francisco och Riga. Arvai har också utsetts till en av världens mest inflytelserika HBTQ-företagsledare.